# Martin Willmann
Martin Willmann (* 1. November 1979 in Siegen) ist ein ehemaliger deutscher Fußballspieler.

## Karriere
Der Siegerländer stammt aus der Jugend der DJK Sportfreunde Eiserfeld und erlernte das Fußballspielen in der Jugendspielgemeinschaft JSG Eiserfeld-Eiserntal. Von 2000 bis 2002 spielte er für die Sportfreunde Siegen in der Regionalliga. Zur Saison 2002/03 wechselte er zum TSV 1860 München, bei dem er in der zweiten Mannschaft (Bayernliga) zum Einsatz kam. Von München ging er zum Zweitliga-Aufsteiger Jahn Regensburg, bei dem sein ehemaliger Siegener Trainer Ingo Peter mittlerweile Übungsleiter war. Für die Ostbayern absolvierte er in der Saison 2003/04 24 Spiele in der Zweiten Liga und gehörte auch zu dem Team, das im DFB-Pokal den Bundesligisten VfL Bochum ausschaltete und im Achtelfinale erst im Elfmeterschießen gegen den MSV Duisburg ausschied.
Nach dem direkten Wiederabstieg der Regensburger wechselte Willmann zum Regionalliga-Neuling TuS Koblenz, bei dem er in der Spielzeit 2004/05 Stammspieler war. 2005 ging er zum Ligarivalen SV Wehen, bei dem der 1,93 Meter große Stürmer für die folgenden zwei Jahre ebenfalls zum Stammpersonal gehörte; von den 68 Ligaspielen seit seinem Wechsel verpasste er nur vier. Zur Rückrunde der Saison 2007/08 wechselte Willmann zur Sportvereinigung 07 Elversberg in die Regionalliga Süd. Am 5. Juni 2008 verlängerte er seinen Vertrag bis zum 30. Juni 2010. Für den Fall eines Aufstieges in die 3. Liga wurde eine entsprechende Option in den Vertrag aufgenommen. Der Aufstieg wurde jedoch verpasst, sodass die Sportvereinigung 07 Elversberg in der Saison 2008/09 in der viertklassigen Regionalliga West antrat.
In der Spielzeit 2012/13 spielte er für den TSV Schott Mainz in der Verbandsliga Südwest. In dieser Spielzeit erzielte er sieben Tore. Auch 2013/14 stand er dort unter Vertrag. Bis einschließlich des 18. Spieltags schoss er ein weiteres Tor. Anfang Juli 2014 wechselte Willmann zum hessischen Amateurverein SG Orlen. Seit 2016 spielt Willmann mit einer kurzen Unterbrechung für die Zweitvertretung von Blau-Weiß Zorbau in der Kreisliga.

## Auszeichnungen
Im April 2001 ging er aus der von der ARD monatlich durchgeführten Wahl zum Tor des Monats dank eines Treffers für die Sportfreunde Siegen im Regionalliga-Spiel gegen die VfB Stuttgart Amateure als Sieger hervor.